# Emma Green
Pour les articles homonymes, voir Green.
Emma Anna-Maria Green (née le 8 décembre 1984 dans le district de Bergsjön à Göteborg) est une athlète suédoise spécialiste du saut en hauteur, médaillée de bronze aux championnats du monde de 2005.

## Carrière

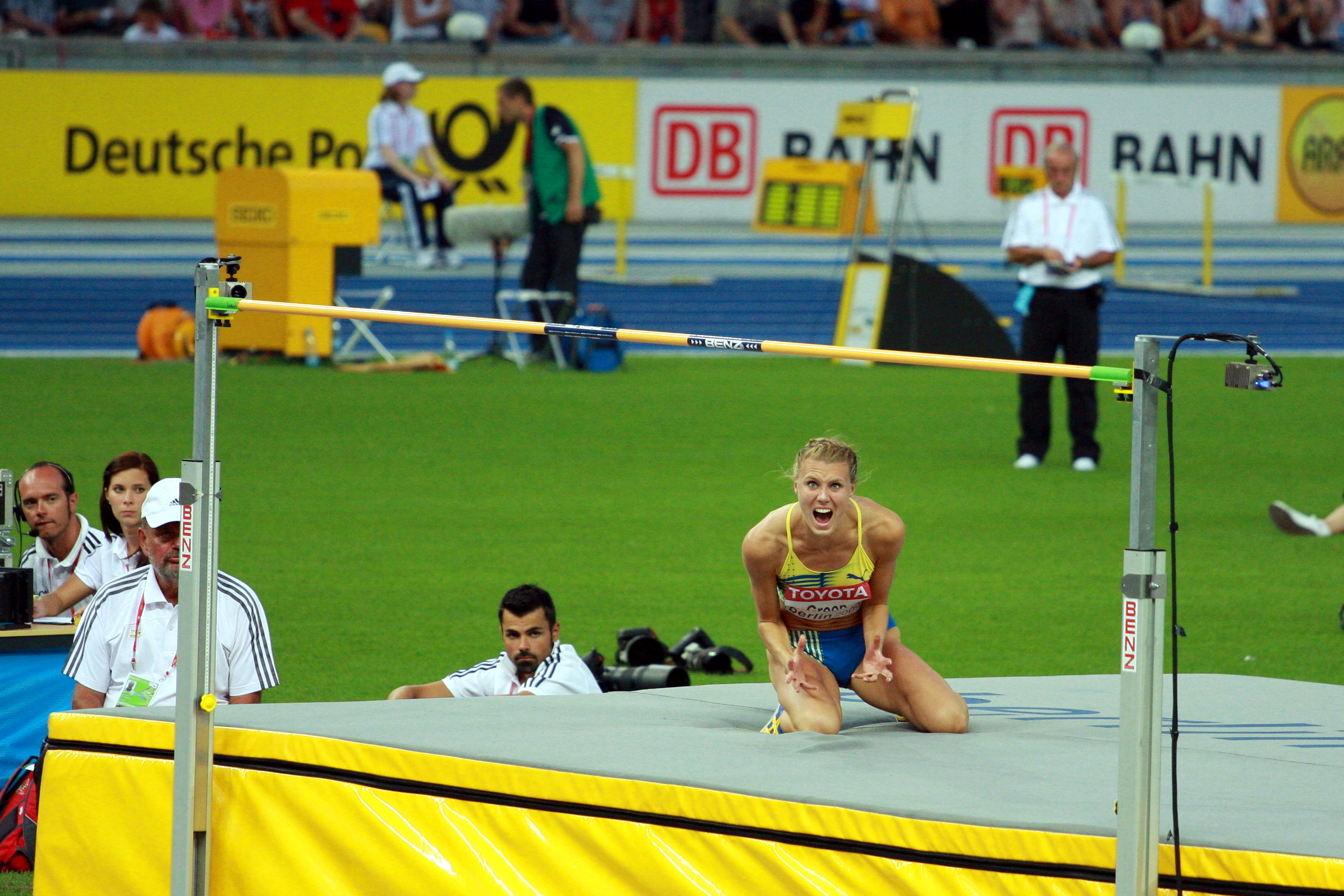
Emma Green lors de la finale des Championnats du monde de Berlin en 2009 où elle termine 7e.

Deuxième des Championnats d'Europe espoirs 2005 derrière la Russe Tatyana Kivimyagi, elle participe à sa première compétition internationale majeure en catégorie séniors à l'occasion des Championnats du monde d'Helsinki. Troisième du concours avec la marque de 1,96 m (nouveau record personnel), elle est devancée sur le podium par sa compatriote Kajsa Bergqvist et l'Américaine Chaunte Howard.
Le 1er août 2010, Emma Green remporte la médaille d'argent des Championnats d'Europe de Barcelone après avoir franchi la hauteur de 2,01 m à sa deuxième tentative, améliorant de trois centimètres son record personnel établi un mois auparavant à Sollentuna, en Suède. Elle s'incline face à la Croate Blanka Vlašić (2,03 m) mais parvient à devancer l'Allemande Ariane Friedrich au nombre d'essais réussis.
1 mois plus tard, elle termine à la seconde place de la Coupe continentale de Split avec 1,95 m derrière Blanka Vlašić mais devant Levern Spencer.
Après une contre-performance lors des mondiaux de Daegu (avant-dernière avec 1,89 m), Emma Green remporte une nouvelle médaille européenne, le bronze, à Helsinki, qu'elle partage avec la Russe Irina Gordeeva et l'Ukrainienne Olena Holosha. En mars 2013, elle remporte la médaille de bronze des championnats d'Europe en salle qui se déroulent chez elle, à Göteborg, avec la marque de 1,96 m. Elle est devancée par l'Espagnole Ruth Beitia, médaillée d'or avec 1,99 m et par sa compatriote Ebba Jungmark, médaillée d'argent avec 1,96 m également.

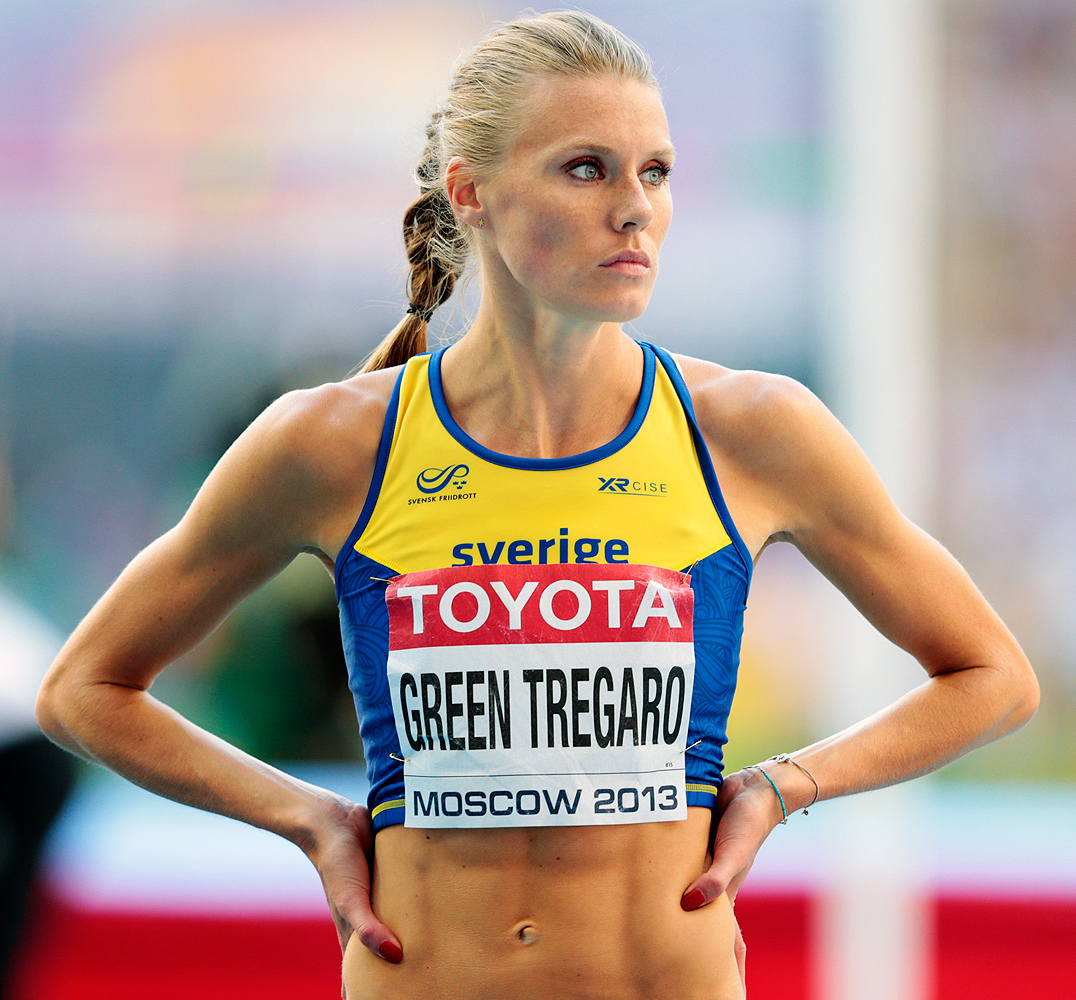
Emma Green à l'occasion des Championnats du monde de Moscou en août 2013 où elle se classe 5e.

Lors du Championnat du monde 2013, elle peint ses ongles aux couleurs de l'arc-en-ciel, symbole des droits LGBT, avant de les recouvrir de rouge à la suite des réprimandes de l'IAAF. En fin d'année, elle remporte à nouveau la 3e place du classement général de la Ligue de diamant, après l'avoir déjà eu en 2010 et 2011.
En 2014, Green termine à la 5e place des championnats du monde en salle. Blessée au dos en début de saison, elle fait son retour sur les pistes milieu juillet à Londres où elle termine 3e avec 1,93 m. Aux Championnats d'Europe de Zurich où elle arrive physiquement diminuée, Green n'arrive malheureusement pas à glaner une nouvelle médaille, après 2010 et 2012. Elle termine à la 9e place du concours avec 1,90 m.

En 2015, elle ne participe à aucune compétition et ne concourt pas aux Championnats du monde de Pékin. Le 28 octobre, elle annonce sur son blog se séparer de son coach Yannick Tregaro pour s'entrainer désormais avec Per Tedenrud, grand coach suédois du saut en hauteur actuel.

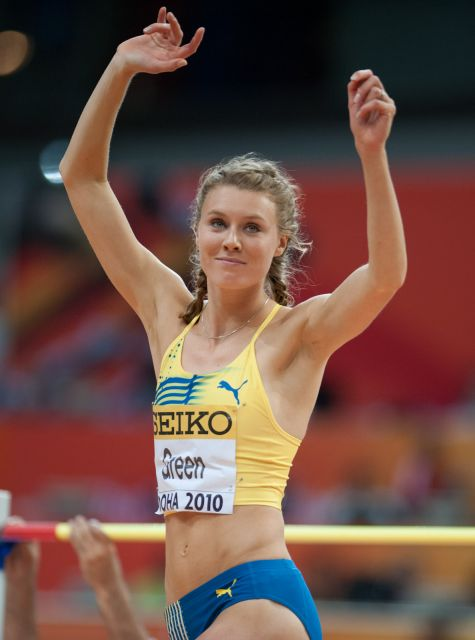
Emma Green lors des Championnats du monde en salle de Doha, en mars 2010.

Emma Green reprend la compétition le 12 février 2016 à Toruń où elle franchit 1,87 m. De nouveau gênée par ses problèmes récurrents au tendon d'achille, elle manque la grande partie de sa saison et notamment les Jeux olympiques de Rio. Elle participe la semaine suivante aux Championnats de Suède puis au Finnkampen, match athlétique opposant la Suède et la Finlande.
Elle annonce sur son blog qu'elle mettra fin à sa carrière après la saison en salle 2017. Elle ouvre sa saison le 21 janvier à Hirson (France) où elle s'impose avec 1,86 m puis réussit les minimas pour les Championnats d'Europe en salle une semaine plus tard avec 1,89 m, qu'elle égale le 8 février à Banská Bystrica.
Elle met un terme à sa carrière après une élimination aux qualifications des championnats d'Europe en salle. Elle travaille désormais avec son ancienne coach mentale à donner des conférences sur la santé mentale.

## Vie privée
Emma Green s'est mariée et vit avec son entraineur Yannick Tregaro. Ils divorcent en avril 2014.
Après la fin de sa carrière en mars 2017, Emma Green annonce en octobre de la même année sur les réseaux sociaux sa grossesse, qu'elle partage avec son compagnon Emil Salon. Elle donne naissance à une fille, Bente, le 31 janvier 2018,.

## Palmarès

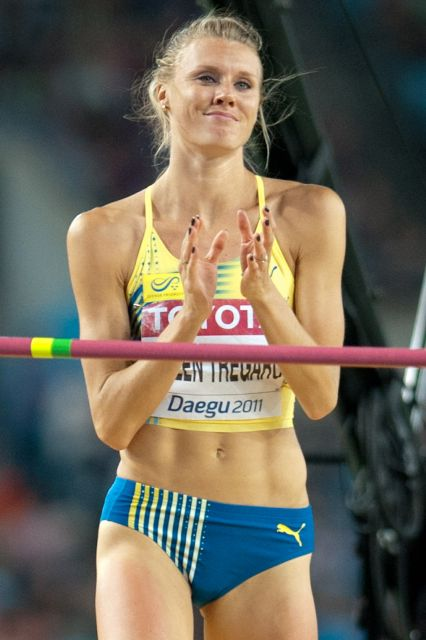
Emma Green lors des mondiaux de 2011.

| Date | Compétition                       | Lieu             | Résultat | Marque  |
| ---- | --------------------------------- | ---------------- | -------- | ------- |
| 2002 | Championnats du monde juniors     | Kingston         | 9e       | 1,80 m  |
| 2003 | Championnats d'Europe juniors     | Tampere          | 3e       | 1,86 m  |
| 2005 | Championnats d'Europe en salle    | Madrid           | 8e       | 1,89 m  |
| 2005 | Championnats d'Europe espoirs     | Erfurt           | 2e       | 1,92 m  |
| 2005 | Championnats du monde             | Helsinki         | 3e       | 1,96 m  |
| 2006 | Championnats d'Europe             | Göteborg         | 11e      | 1,92 m  |
| 2006 | Championnats d'Europe             | Göteborg         | 5e       | 44 s 16 |
| 2007 | Championnats du monde             | Osaka            | 7e       | 1,94 m  |
| 2007 | Finale mondiale                   | Stuttgart        | 8e       | 1,85 m  |
| 2008 | Jeux olympiques                   | Pékin            | 6e       | 1,96 m  |
| 2009 | Championnats d'Europe par équipes | Leiria           | 5e       | 1,95 m  |
| 2009 | Championnats du monde             | Berlin           | 6e       | 1,96 m  |
| 2010 | Championnats du monde en salle    | Doha             | 5e       | 1,94 m  |
| 2010 | Championnats d'Europe par équipes | Budapest         | 1re      | 1,94 m  |
| 2010 | Championnats d'Europe             | Barcelone        | 2e       | 2,01 m  |
| 2010 | Coupe continentale                | Split            | 2e       | 1,95 m  |
| 2010 | Ligue de diamant                  | Ligue de diamant | 3e       | détails |
| 2011 | Championnats d'Europe par équipes | Stockholm        | 1re      | 1,89 m  |
| 2011 | Championnats du monde             | Daegu            | 10e      | 1,89 m  |
| 2011 | Ligue de diamant                  | Ligue de diamant | 3e       | détails |
| 2012 | Championnats d'Europe             | Helsinki         | 3e       | 1,92 m  |
| 2012 | Jeux olympiques                   | Londres          | 7e       | 1,93 m  |
| 2013 | Championnats d'Europe en salle    | Göteborg         | 3e       | 1,96 m  |
| 2013 | Championnats d'Europe par équipes | Dublin           | 2e       | 1,89 m  |
| 2013 | Championnats du monde             | Moscou           | 4e       | 1,97 m  |
| 2013 | Ligue de diamant                  | Ligue de diamant | 2e       | détails |
| 2014 | Championnats du monde en salle    | Sopot            | 5e       | 1,94 m  |
| 2014 | Championnats d'Europe             | Zurich           | 9e       | 1,90 m  |
| 2017 | Championnats d'Europe en salle    | Belgrade         | qual.    | 1,86 m  |

## Records personnels
| Épreuve          | Épreuve          | Performance         | Lieu        | Date            |
| ---------------- | ---------------- | ------------------- | ----------- | --------------- |
| Saut en hauteur  | Plein air        | 2,01 m              | Barcelone   | 1er août 2010   |
| Saut en hauteur  | En salle         | 1,98 m              | Malmö       | 23 février 2008 |
| Saut en longueur | Saut en longueur | 6,41 m (+ 0,9 m/s)  | Helsingborg | 21 août 2005    |
| 100 m            | 100 m            | 11 s 58 (+ 2,0 m/s) | Doha        | 12 mai 2006     |
| 200 m            | 200 m            | 23 s 02 (+ 0,6 m/s) | Malaga      | 29 juin 2006    |

### Meilleures performances par année
| Année | Marque | Date                             | Lieu                   | Rang |
| ----- | ------ | -------------------------------- | ---------------------- | ---- |
| 2001  | 1,82 m | 24 juillet 2001                  | Murcie                 |      |
| 2002  | 1,82 m | 16 juin 2002                     | Mannheim               |      |
| 2003  | 1,86 m | 27 juillet 2003                  | Tampere                | 96e  |
| 2004  | 1,90 m | 13 août 2004                     | Kvarnsveden            | 49e  |
| 2005  | 1,97 m | 20 août 2005                     | Helsingborg            | 7e   |
| 2006  | 1,96 m | 14 février 2006                  | Banská Bystrica        | 8e   |
| 2007  | 1,95 m | 13 juillet 2007 7 août 2007      | Rome Stockholm         | 14e  |
| 2008  | 1,98 m | 23 février 2008                  | Malmö                  | 9e   |
| 2009  | 1,96 m | 2 août 2009 20 août 2009         | Malmö Berlin           | 10e  |
| 2010  | 2,01 m | 1er août 2010                    | Barcelone              | 4e   |
| 2011  | 1,95 m | 1er septembre 2011               | Daegu                  | 11e  |
| 2012  | 1,95 m | 19 février 2012                  | Örebro                 | 11e  |
| 2013  | 1,97 m | 17 août 2013                     | Moscou                 | 8e   |
| 2014  | 1,97 m | 29 janvier 2014 1er février 2014 | Třinec Hustopeče       | 9e   |
| 2016  | 1,90 m | 9 juillet 2016                   | Torremolinos           | 37e  |
| 2017  | 1,89 m | 28 janvier 2017 8 février 2017   | Bromma Banská Bystrica | 13e  |